# گورستان علیجار پوده
گورستان علیجار پوده مربوط به هزاره اول قبل از میلاد است و در شهرستان رودسر، بخش رحیم آباد، دهستان اشکورعلیا، روستای پوده واقع شده و این اثر در تاریخ ۷ اسفند ۱۳۸۶ با شمارهٔ ثبت ۲۱۵۲۷ به‌عنوان یکی از آثار ملی ایران به ثبت رسیده‌است.